# リナ・メッシンガー
リナ・メッシンガー(Rina Messinger, 結婚後Rina Mor-Goder、1956年2月16日 - )は、イスラエルの弁護士。1976年、ミス・ユニバース世界大会優勝（イスラエル代表として初、西アジア・中東ではレバノンのジョルジーナ・リザークに次いで2人目）。

## 経歴
1956年2月16日、ハイファ地区Kiryat Tiv'onに生まれる。父はイスラエル空軍の整備士兼パイロット。母は幼稚園教諭。

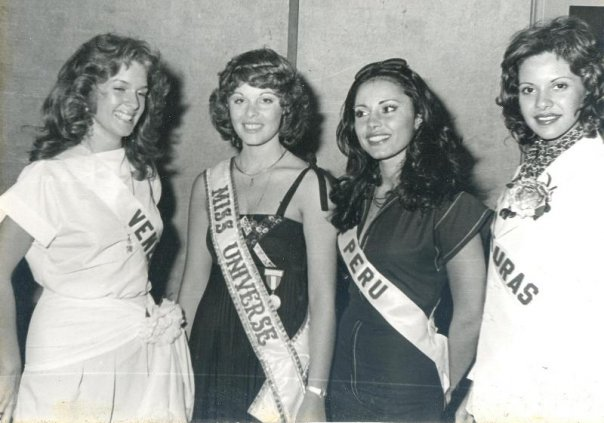
左から2番目がリナ・メッシンガー

1976年7月11日、第25回ミス・ユニバース世界大会優勝。決勝の質疑応答で行ってみたい国は、と聞かれた彼女は、恐れることなくこう答えた：
1976年、戴冠後にプレスにこう語った：
また、賞金10000ドルの一部をイスラエルの負傷兵たちに贈るプランも開示した。
ミスとしての任期の後、ニューヨークにとどまりイスラエル支援ユダヤ機構（Jewish Agency for Israel）の広報活動に従事。
1980年、イスラエルに帰国。民間企業の広報活動を行うなか、後の夫と出会う。
1991年、テルアビブ大学入学。法学を学び、学士号取得。
1996年、夫のビジネスの拠点であるオランダに移る。そこで家族法を研究し、修士号取得。
2002年、イスラエルに帰国。テルアビブ最大の法律事務所に勤務。

## その他
ある大会関係者によると、彼女がミス・ユニバースになったことは、外遊や個人的なスケジュールを考慮すると「途方もないセキュリティー上の問題（a monumental security problem）」を伴う。別の関係者はこうも言った。パレスチナのテロリストから新しいミス・ユニバースを護るセキュリティープラン策定に取り組んでいる。彼らが最初にとった対策は、戴冠式会場からテレビカメラを取り除くことだった。